# Angel
Angel (на английски: „Ангел“) е песен на Мадона от нейния втори студиен албум Like а Virgin. Песента е издадена като трети сингъл от Sire Records на 10 април 1985 г. Написана от Стив Брей и Мадона, песента е една от първите композиции за албума и разказва за момиче, спасено от ангел, в когото то се влюбва.